# 张明高
张明高（1937年12月17日—），湖北京山人，无线电波传播专家，1962年毕业于武汉大学数学系，中国工程院院士。
1999年，获选中国工程院信息与电子工程学部院士。